# Otto Garlepp
Otto Garlepp (* 20. August 1864 in Cörmigk; † 25. November 1959 in Köthen) war ein deutscher professioneller Naturaliensammler, Naturalienhändler und Ornithologe.

## Leben
Otto Garlepp war ein Sohn von Leberecht Garlepp (1832–1911) und dessen Ehefrau Sophie (1838–1923), geborene Polysius. Der Naturaliensammler Gustav Garlepp (1862–1907) war sein älterer Bruder. Otto Garlepp arbeitete 10 Jahre als Volksschullehrer, beendete diese Tätigkeit und entschloss sich professioneller Naturaliensammler zu werden. Er nahm auf Gut Fahrenbach bei Witzenhausen Kontakt mit dem Ornithologen Hans Graf von Berlepsch auf, der ihm die wesentlichen Grundlagen für seine künftige Tätigkeit vermittelte. Zudem erstellten Otto und sein zu dieser Zeit in Deutschland befindlicher Bruder Gustav unter Anleitung von Hans Graf von Berlepsch Anfang 1893 ein Notizbuch mit der Beschreibung sämtlicher bis dahin bekannter Vogelarten Boliviens und der Nachbargebiete, das nach Fertigstellung 1226 Arten umfasste. Ende Mai 1893 reiste Otto gemeinsam mit seinem Bruder Gustav und dessen Ehefrau Emmy 1893 über Hamburg nach Südamerika, wobei ihn seine 1. Amerikareise über die Magellanstraße nach Mollendo in Peru und weiter mit der Eisenbahn bis zum Titicacasee und einem Fährdampfer nach Chilaya in Bolivien führte. Bis 1897 sammelte er in Bolivien zum Teil gemeinsam mit seinem Bruder Gustav, 1898/99 in Peru, 1902/03 zusammen mit dem Lehrer und Entomologen Wilhelm Schnuse (1850–1909) in Bolivien und Peru, zusammen mit Anton Hermann Fassl 1910/11 in Kolumbien, sowie zwischenzeitlich 1902 in Panama, Costa Rica, Paraguay, 1903 in Chile und 1897/1901, 1903/10 und 1912/13 in Argentinien.
Nach einer von Hans Graf von Berlepsch 1901 veröffentlichten Mitteilung hatte er bis zu diesem Zeitpunkt von den Gebrüdern Garlepp etwa 4000 Vogelbälge erhalten, welche alle hervorragend präpariert waren, wissenschaftliche Etiketten mit Angaben über Geschlecht, Fundort und Datum hatten und ungefähr 800 Arten umfassten.
Er war seit 1911 mit Elise Ida Schulz verheiratet und lebte mit seiner Familie nach Ende des Ersten Weltkriegs später in der Magdeburger Straße 42 in Köthen, wo er im Versicherungsgeschäft arbeitete.
Paul Matschie benannte ihm zu Ehren die Garlepp-Pampaskatze Leopardus garleppi (Matschie, 1912).
Die an Hans Graf von Berlepsch übersandten und zum Teil bearbeiteten Vogelbälge befinden sich heute im Senckenberg Forschungsinstitut und Naturmuseum Frankfurt. Von den bei den Exkursionen gesammelten Vogeleiern kamen Sammlungsstücke über Josef von Seilern und Aspang an das Naturhistorische Museum in Wien sowie über Maximilian Kuschel (1851–1909) an das Museum für Tierkunde Dresden, das darüber hinaus über Wilhelm Schnuse in den Besitz der Dipterensammlung gelangte. Die an „Dr. O. Staudinger & A. Bang-Haas“ geschickten Schmetterlinge wurden ebenso wie die in den Besitz von Anton Hermann Fassl übergegangenen entomologischen Sammlungsteile im Lauf der Zeit vereinzelt.